# Cephaloscyllium fasciatum
Cephaloscyllium fasciatum é uma espécie de peixes  da família Scyliorhinidae na ordem dos Carcharhiniformes.

## Morfología
Os machos podem chegar atingir os 42 cm de longitude total.

## Habitat
É um peixe de mar de águas profundas e associado aos  arrecifes de coral que vive entre 205-450 m de profundidade.

## Distribuição geográfica
Encontra-se desde Hainan (na China) até o noroeste de Austrália.